# Class 80
Class 80 was de computeraanduiding (TOPS) die door British Rail aan het prototype voor het 25 kV systeem werd toegekend. Oorspronkelijk was de locomotief door Metropolitan-Vickers gebouwd als prototype voor een gasturbine-elektrische locomotief met het nummer 18100.  British Rail gaf het nummer E1000 (en later E2001) na de ombouw van gasturbine naar elektrische locomotief.

## Ombouw
De nieuwe elektrische aandrijving betekende een vermogen van 2500 pk, goed voor een maximumsnelheid van 90 mijl/u bij een gewicht van 109 ton. De asindeling werd bij de ombouw eveneens gewijzigd van Co-Co in A1A-A1A toen de middelste tractiemotor van ieder draaistel werd verwijderd. Het nieuwe motorvermogen, met vier motoren, was vrijwel gelijk aan dat met zes motoren, zodat aan te nemen valt dat er ook nieuwe tractiemotoren zijn gemonteerd.
De ombouw begon in januari 1958 met de overbrenging van de locomotief uit de opslag in Dukinfield naar de werkplaats van Bowesfield te Stockton-on-Tees. De werkzaamheden omvatten het verwijderen van de gasturbine, de generator, de brandstoftank, luchtfilters, de middelste tractiemotor van elk draaistel en de aanverwante apparatuur van de gasturbine.
Zodra de locomotief was leeggehaald werd de elektrische apparatuur geïnstalleerd, zoals een transformator, de Stone-Faiveley stroomafnemer (waarvoor een deel van het dak werd verlaagd), een Brown Boveri hoogspanningszekering en een Hackbridge-Hewittic kwikgelijkrichter.
De cabines van de locomotief werden omgebouwd van het Western Region systeem met rechtszijdige bediening tot de standaard linkszijdige bediening van British Rail. De omgebouwde locomotief werd in oktober 1958 opgeleverd en was gereed voor proefritten. Ze kreeg de oorspronkelijke zwarte BR kleurstelling met zilveren strepen en nummers.

## Gebruik
De locomotief werd gebruikt als voorbereiding op de elektrificatie van de West Coast Main Line met 25 kV systeem, met inbegrip van het testen van de bovenleiding en het scholen van het personeel.

## Uitrangering
Zodra de productie series (Class 81 en volgende) in dienst kwamen, was de E2001 overbodig. Eind 1961 werd de locomotief opgeslagen en stond gedurende tien jaar op verschillende plaatsen in het land. In april werd de locomotief officieel uitgerangeerd en in november 1972 gesloopt door John Cashmore Ltd in Great Bridge.

## Modelbouw
E1000/E2001 is zowel als bouwdoos als kant en klaar model in schaal H0 uitgebracht door Silver Fox Models.

## Foto
http://wmbusphotos.com/Trains/class80/E2001.html